# Strophioblachia fimbricalyx
Strophioblachia fimbricalyx är en törelväxtart som beskrevs av Jacob Gijsbert Boerlage. Strophioblachia fimbricalyx ingår i släktet Strophioblachia och familjen törelväxter. Inga underarter finns listade i Catalogue of Life.